# THE ALFEE 30th ANNIVERSARY HIT SINGLE COLLECTION 37
『THE ALFEE 30th ANNIVERSARY HIT SINGLE COLLECTION 37』（ジ・アルフィー・サーティース・アニヴァーサリー・ヒット・シングル・コレクション37）は、2004年8月25日に発売されたTHE ALFEE21枚目のベストアルバム。

## 概要
本作は、THE ALFEEのシングルから2004年までに発売されたオリコンチャート10位以内に入った全シングル（「メリーアン」以降）表題曲37曲とボーナストラック1曲の全38曲を収録。
表題曲37曲のうち29曲はポニーキャニオン在籍時の作品で、8曲が本作のために再録され、21曲（「霧のソフィア」と1987年から1996年にかけ発売された全シングル）が発売当時のオリジナル音源をリマスタリングの上で収録している。
EXPRESS Virginへ移籍後の8曲の音源は前年に、ベストアルバム『THE BEST 1997-2002 〜aprés Nouvelle Vague〜』が発売されたこともあり、「太陽は沈まない」、ベストアルバム未収録の「タンポポの詩」「希望の橋」2曲、合計3曲がオリジナル音源で収録。残りの5曲はREMIXされて収録。
初回限定盤は3人のライナーノーツDVDと30thAnniversaryブルゾンが付属。
ジャケットは池田理代子によってメンバーのイラストが描かれている。
5年後の2009年3月18日、デビュー35周年に際し他のアルバム同様にSHM-CD仕様で再発売。

## 原盤権
「霧のソフィア」及び1987年～1996年までの全楽曲は発売当時の所属レコード会社のポニーキャニオンが、「タンポポの詩」は現所属レコード会社の東芝EMIが藤子プロ・テレビ朝日・小学館と合同で原盤権を所有。歌詞ブックレット目次には「Licensed by PONY CANYON INC」と書かれているほか、「タンポポの詩」の歌詞ページには原盤権の共同保有者が記されている。

## 収録曲
- ★は再録、☆はリミックス・ヴァージョン。

### DISC 1
1. メリーアン★
イントロにはせせらぎと鐘の音を追加。間奏部のアレンジは「ALFEE'S LAW」収録ヴァージョンに準じたものとなっている。
2. 星空のディスタンス★
3. STARSHIP -光を求めて-★
4. 恋人達のペイヴメント★
5. シンデレラは眠れない★
6. 霧のソフィア
1986年以前の楽曲では唯一のオリジナル音源。
7. 風曜日、君をつれて★
8. SWEAT&TEARS★
原曲と比べテンポが速く、曲が長くなっている。
9. ROCKDOM -風に吹かれて-★
原曲と比べテンポが若干遅く、アウトロのギターソロが追加され、曲が長くなっている。
10. サファイアの瞳
11. 君が通り過ぎたあとに -DON'T PASS ME BY-
12. 白夜 -byaku-ya-
13. My Truth

### DISC 2
1. 1月の雨を忘れない
2. WEEKEND SHUFFLE -華やかな週末-
3. 19 (nineteen)
4. FAITH OF LOVE
5. 恋人の歌がきこえる
6. FLOWER REVOLUTION
7. Promised Love
8. BELIEVE
9. Victory
10. もう一度君に逢いたい
11. まだ見ぬ君への愛の詩
12. COMPLEX BLUE -愛だけ哀しすぎて-

### DISC 3
1. 冒険者たち
2. エルドラド
3. LOVE NEVER DIES
4. 倖せのかたち 〜Send My Heart〜
5. Brave Love 〜Galaxy Express 999☆
6. 希望の鐘が鳴る朝に 2004 Mix Version
シングル『希望の橋』通常盤収録ボーナストラックヴァージョン。
7. Justice For True Love☆
8. NEVER FADE☆
9. Juliet☆
10. 太陽は沈まない
11. タンポポの詩
12. 希望の橋
13. (Bonus Track) LAST STAGE★
イントロに新たなメロディが追加されており、キーも半音高くなっている。